# نامتسو
نامتسو یا دریاچهٔ نام (به تبتی: གནམ་མཚོ་، به چینی سنتی: 納木錯، به چینی ساده: 纳木错، به پین یین: Nàmù Cuò) که در زبان مغولی تنگری نور به‌معنای «دریاچهٔ آسمانی» نامیده می‌شود، دریاچه‌ای است کوهستانی و نمکی در منطقه خودمختار تبتِ چین در مرز بین دامشونگ در لهاسا و بنگور در ناگچو که تقریباً در فاصلهٔ ۱۱۲ کیلومتری شمال تا شمال شرقی لهاسا واقع شده‌است. این دریاچه که در نتیجهٔ حرکات ساختاری صفحهٔ هیمالیا در دورهٔ پالئوژن پدید آمده در ارتفاع ۴٬۷۱۸ متری قرار دارد و مساحتی پیرامون ۱٬۹۲۰ کیلومتر مربع را پوشش می‌دهد. میانگین عمق آن ۳۳ متر و حداکثر ژرفای آن ۱۲۵ متر اندازه‌گیری شده‌است. نامتسو را بزرگترین دریاچهٔ منطقهٔ خودمختار تبت می‌دانند با این‌حال، دریاچه چینگ‌های واقع در استان چینگ‌های چین، بزرگترین دریاچهٔ فلات چینگ‌های-تبت است که مساحتی بیش از دو برابر نامتسو دارد.
در دریاچه نامتسو علاوه بر دو برونزد سنگی، پنج جزیرهٔ غیر مسکونی نیز وجود دارد. در گذشته این جزیره‌ها مورد استفادهٔ زوار گوشه‌نشینی قرار می‌گرفت که در پایان زمستان با همراه‌داشتن آذوقهٔ خود پیاده از دریاچهٔ یخ‌زدهٔ نام می‌گذشتند، تابستان را در این جزایر می‌گذراندند و تا پیش از یخ بستن دوبارهٔ دریاچه در فصل زمستان بعد قادر به بازگشت به خشکی نبودند. امروزه دولت چین انجام این کار را ممنوع کرده‌است.
آب و هوا نامتسو دستخوش تغییرات ناگهانی است و بروز طوفان برف در کوه‌های نیااینچنتانگلها امری معمول است. نامتسو همچنین به‌عنوان یکی از زیباترین مکان‌های این کوهستان شناخته می‌شود.